# Xeno-canto
xeno-canto је грађански научни пројекат на којем волонтери снимају, постављају и означавају регистре птичјег пева и зова. Сви уноси се објављују под једном од Кријејтив комонс лиценци, од којих су неке отворене.
Подаци се користе у научним радовима. Веб-сајт подржава одређен број академских и институција за посматрање птица широм света, а главну подршку добија из Низоземске.